# Pulau Damar Laut
Pulau Damar Laut (en chinois : 达 马 劳 岛) est une île située dans le Sud-Ouest de l'île principale de Singapour, au nord de Jurong.

## Géographie
Elle s'étend sur environ 1,3 km de longueur pour une largeur approximative de 770 m et comporte des établissements industriels et des équipements portuaires du port de Singapour.